# 博纳尼·库马洛
邦根尼·古馬洛（英語：Bongani Khumalo，1987年1月6日—），南非职业足球运动员，司職後衛，現為自由身。

## 生平

### 球會
古馬洛出身於居住地比勒陀利亞的阿卡狄亞牧羊人（Arcadia Shepherds）青訓系統，其後加盟比勒陀利亞大學（Tuks FC），於2007年轉投南非足球超级联赛巨型班超級聯盟（Supersport United），協助球隊平記錄連續3年奪冠，於2008/09年古馬洛以22歲之齡成為歷來最年輕的捧盃隊長。
於2010年世界盃後，英超球會熱刺表示有意羅致古馬洛，在9月參加試訓後，熱刺與其聯盟球會超級聯盟達成協議，以150萬英鎊身價在2011年1月轉會窗重開正式加盟。古馬洛於轉會熱刺後一直沒法取得上陣機會，於2011年3月24日被借用到英冠球會普雷斯頓直到球季結束，於4月2日主場2-1擊敗史雲斯首次上陣。
2011年7月25日古馬洛再獲外借到另一支英冠球會雷丁，為期一個球季，但如有需要可於1月轉會窗提前召回，季初古馬洛擔任4場正選後，由於雷丁從昆士柏流浪羅致卡斯帕斯·戈克斯（Kaspars Gorkšs）而苦無出場機會，僅獲派在1場聯賽盃上陣後便一直長坐冷板凳，於2012年2月2日獲准提前結束借用返回熱刺。
2013年8月1日，英冠球會唐卡斯特獲熱刺借出古馬洛，為期一年。

### 國家隊
古馬洛是南非國家隊參賽2009年洲際國家盃及2010年世界盃的成員之一。他於世界盃分組賽最後一場對法國先拔頭籌兼取得個人首個國際賽入球。
國際賽入球
| #  | 日期          | 地點                   | 對賽球隊 | 入球 | 賽果 | 競賽         |
| -- | ------------- | ---------------------- | -------- | ---- | ---- | ------------ |
| 1. | 2010年6月22日 | 南非布隆方丹自由州球場 | 法國     | 0–1  | 1–2  | 2010年世界盃 |

## 個人
他出生於斯威士蘭，在兩歲時隨家人搬到南非比勒陀利亞。

## 榮譽
超級聯盟
- 南非足球超级联赛冠軍（3）：2007/08年、2008/09年、2009/10年；

## 連結
- 足球数据库：博纳尼·库马洛的球员统计数据
- Bongani Khumalo – FIFA國際賽競賽紀錄 (存檔)
- Career history （页面存档备份，存于） at National Football Teams